# Ernst Willimowski

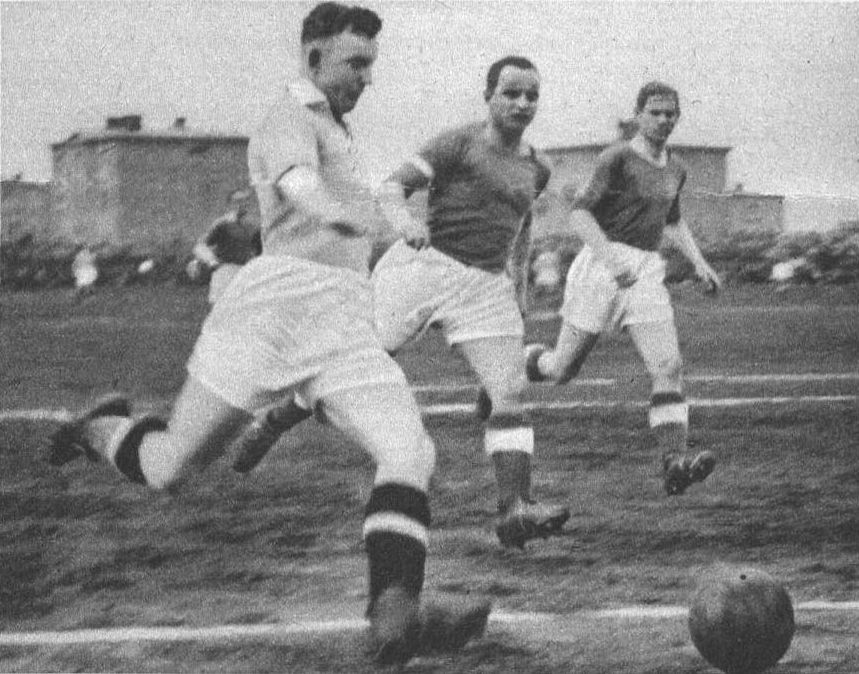
Ernest Wilimowski först från vänster (1937), Ruch Chorzów 1:1 Warta Poznań

Ernst "Ezi" Willimowski, polska Ernest Wilimowski, även Ernst Wilimowski, född Ernst Otto Prandella, född 1916, död 1997, var en fotbollsspelare som spelade för Polen och Tyskland. I Världsmästerskapet i fotboll 1938 gjorde han fyra mål när Polen mötte Brasilien men gick som förlorare av plan. Han gjorde 22 landskamper för Polen och 8 för Tyskland. 